# Campionati del mondo di ciclismo su pista 1954
I Campionati del mondo di ciclismo su pista 1954 (de.: 44. UCI-Bahn-Weltmeisterschaften) si svolsero a Colonia e Wuppertal, in Germania Ovest.
Colonia ospitò le due gare di velocità e le due gare di inseguimento individuale (queste ultime sulla distanza di 5000 m per i professionisti e 4000 m per i dilettanti), mentre Wuppertal la gara di mezzofondo sulla distanza dei 100 km.

## Medagliere
| #      | Nazione       | Oro | Argento | Bronzo | Totale |
| ------ | ------------- | --- | ------- | ------ | ------ |
| 1      | Gran Bretagna | 2   | 1       | 1      | 4      |
| 2      | Italia        | 2   | 0       | 1      | 3      |
| 3      | Belgio        | 1   | 0       | 0      | 1      |
| 4      | Paesi Bassi   | 0   | 2       | 0      | 2      |
| 5      | Australia     | 0   | 1       | 1      | 2      |
| 6      | Svizzera      | 0   | 1       | 0      | 1      |
| 7      | Francia       | 0   | 0       | 1      | 1      |
| 7      | Lussemburgo   | 0   | 0       | 1      | 1      |
| Totale | Totale        | 5   | 5       | 5      | 15     |

## Sommario degli eventi
| Eventi                            | Oro                         | Prestazione | Argento                        | Prestazione | Bronzo                     | Prestazione |
| Uomini Professionisti             |                             |             |                                |             |                            |             |
| Velocità dettagli                 | Reg Harris Gran Bretagna    |             | Arie van Vliet Paesi Bassi     |             | Enzo Sacchi Italia         |             |
| Inseguimento individuale dettagli | Guido Messina Italia        |             | Hugo Koblet Svizzera           |             | Lucien Gillen Lussemburgo  |             |
| Mezzofondo dettagli               | Adolph Verschueren Belgio   |             | Jan Pronk Paesi Bassi          |             | Joe Bunker Australia       |             |
| Uomini Dilettanti                 |                             |             |                                |             |                            |             |
| Velocità dettagli                 | Cyril Peacock Gran Bretagna |             | John Tressider Australia       |             | Georges Gaignard Francia   |             |
| Inseguimento individuale dettagli | Leandro Faggin Italia       |             | Peter Broterthon Gran Bretagna |             | Norman Sheil Gran Bretagna |             |